# Кройтор, Дмитрий Васильевич
Дмитрий Васильевич Кройтор (рум. Dumitru Croitor, гаг. Dmitriy Kroytor; род. 2 октября 1959, Чадыр-Лунга, Молдавская ССР, СССР) — молдавский политик гагаузского происхождения. Башкан (глава) Гагаузии в 1999—2002 годах, подавший в отставку из-за давления парламентского большинства в лице ПКРМ.

## Биография
Дмитрий Кройтор родился 2 октября 1959 года в городе Чадыр-Лунга. Окончил факультет математики и кибернетики Кишинёвского государственного университета (1982) и факультет экономики Одесского института национальной экономики (1991).
Дмитрий Кройтор баллотировался на пост башкана (главы) Гагаузии 25 мая 1995 года, но проиграл во втором туре. На парламентских выборах 20 марта 1998 года Дмитрий Кройтор был избран депутатом Парламента Республики Молдова по списку общественно-политического движения «За демократическую и процветающую Молдову» во главе с Дмитрием Дьяковым.
25 июня 1998 года Парламент Республики Молдова принял отставку депутата Дмитрия Кройтора, который был назначен заместителем министра иностранных дел.
22 августа 1999 года Дмитрий Кройтор принял участие в очередных выборах на пост башкана АТО Гагаузия от реформистской платформы. Во втором туре голосования, состоявшемся 5 сентября 1999 года Дмитрий Кройтор был избран с 61,54 % голосов, выиграв противостояние с действующим башканом Георгием Табунщиком. Он был приведён к присяге как башкан 24 сентября 1999 года.
21 декабря 1999 года башкан Гагаузии Дмитрий Кройтор был утверждён в качестве члена правительства Республики Молдова, возглавляемого Дмитрием Брагишем. 19 апреля 2001 года он был подтверждён в качестве члена правительства, возглавляемого Василием Тарлевым.
В 2001 году Партия коммунистов Республики Молдова пришла к власти, одним из депутатов в парламенте по списку ПКРМ был бывший башкан Гагаузии Георгий Табунщик. В Гагаузской автономии коммунистическая партия набрала 80,5 % голосов избирателей, в среднем по стране — 50 %.
С того года деятельность избранного башкана в автономии подвергалась блокированию со стороны местных политических сил и центральных властей. Дмитрий Кройтор обвинялся в злоупотреблении властью, растрате и отношениях с сепаратистскими властями в непризнанной ПМР. Сам президент Республики Молдова Воронин выдвинул ему серьёзные публичные обвинения в растрате государственного бюджета, которые не были подтверждены судом.
31 января 2002 года группа из 21 депутата от Народного Собрания Гагаузии (НСГ) проголосовала за вотум недоверия башкану Гагаузии и назначила на 24 февраля 2002 года организацию референдума об отстранении Дмитрия Кройтора от должности. В тот день большинство избирательных участков было закрыто, и местные (исполнительные) органы власти предприняли шаги, чтобы помешать проведению референдума.
21 июня 2002 года под давлением Дмитрий Кройтор подал в отставку с поста башкана Гагаузии, мотивируя это тем, что НСГ игнорирует его мнение в случае принятия решений и отвергает любые инициативы.
Хотя он пытался участвовать в новых выборах 6 октября 2002 года, Центральная избирательная комиссия Гагаузии 9 сентября 2002 года отказала в регистрации Дмитрию Кройтору в качестве кандидата в башканы Гагаузии от Демократической партии Молдовы, утверждая, что представленные документы не были полными.
16 октября 2002 года президент Владимир Воронин своим указом назначил Дмитрия Кройтора Постоянным представителем Республики Молдова при Отделении Организации Объединенных Наций в Женеве. В то же время Дмитрий Кройтор представлял Республику Молдова в качестве Чрезвычайного и Полномочного Посла во Всемирной торговой организации (ВТО).
6 февраля 2003 года Дмитрий Кройтор был назначен по совместительству Чрезвычайным и Полномочным Послом Республики Молдова в Швейцарской Конфедерации, с резиденцией в Женеве.
26 декабря 2005 года указом президента Воронина Дмитрий Кройтор был отозван с должности посла, Постоянного представителя Республики Молдова при Отделении ООН в Женеве и посла Республики Молдова в Швейцарской Конфедерации.
На выборах главы Гагаузии получил 10% голосов и занял четвертое место.